# Abraham Rees
Pour les articles homonymes, voir Rees.
Abraham Rees, né en 1743 à Llanbrynmair et mort le 9 juin 1825 à Finsbury, est un encyclopédiste gallois, notamment connu pour sa Cyclopædia; or, Universal Dictionary of Arts, Sciences, and Literature, communément appelée Cyclopædia de Rees.

## Biographie
Deuxième fils d’Esther Penry et de Lewis Rees, ministre protestant dissident, Rees a commencé, sous les yeux de ses parents, des études pour le ministère qu’il est venu terminer, de 1759 à 1762, à l’académie de Coward à Wellclose Square, près de Londres, sous le pasteur David Jennings.

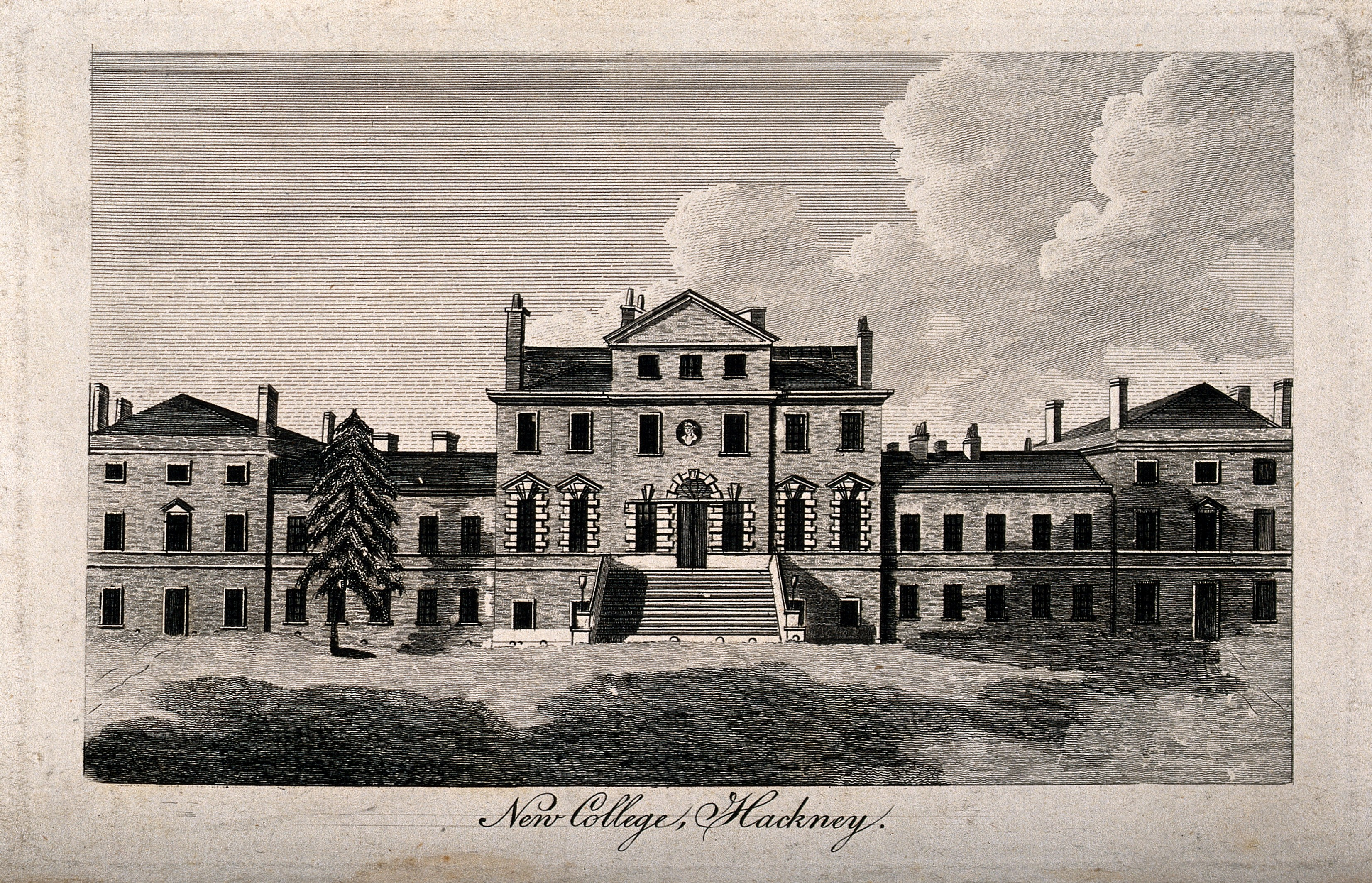
Le New College at Hackney en 1786.

En 1762, il a été nommé tuteur assistant en mathématiques et philosophie naturelle. Lors de la délocalisation de l’académie à Hoxton, après la mort de Jennings en 1762, il est devenu tuteur résident, poste qu’il a occupé jusqu’en 1785, où il a eu pour collègues Andrew Kippis et Samuel Morton Savage (en). Par la suite, il a été professeur d’hébreu et de mathématiques au New College at Hackney (en), de 1786 à 1796.

## Le ministre
Son premier engagement ministériel a eu lieu dans la congrégation indépendante de Clapham, où il prêchait 2 fois par mois, comme assistant de Philip Furneaux (en). En 1768, il devint l’assistant d’Henry Read (1686-1774) dans la congrégation presbytérienne de Saint Thomas de Southwark, avant de lui succéder comme pasteur en 1774.
Passé au pastorat de la congrégation de la Vieille Juiverie en 1783, il a conservé cette charge jusqu’à sa mort, prêchant à la fois le matin et l’après-midi, ce qui était inhabituel alors, parmi les presbytériens de Londres. Il a également partagé, à partir de 1773, une conférence du dimanche soir à Salters’ Hall, et été l’un des conférenciers du mardi matin à Salters' Hall jusqu’en 1795. Une nouvelle maison de réunion, de forme octogonale, a été érigée pour lui dans la rue Jewin. et ouvrit le 10 décembre 1809. Il fut élu fiduciaire des fondations du Dr Daniel Williams en 1774 et secrétaire du conseil presbytérien en 1778, et occupa les deux postes jusqu’à sa mort.
Le 31 janvier 1775, il reçut le diplôme de Docteur en Divinité de l’université d’Édimbourg. Il a effectué une visite triennale au Pays de Galles en tant qu’examinateur de la Carmarthen Academy. En 1806, il est nommé distributeur du regium donum (en) anglais. En 1813, il a été élu membre honoraire étranger de l’Académie américaine des arts et des sciences.
Aussi vertueux que savant, il était très tolérant sous le rapport religieux. En 1660, alors étudiant, il avait assisté à la députation du corps des ministres des « trois confessions », presbytérienne, indépendante et baptiste à George III. 60 ans plus tard, en 1820, c’est lui qui a prononcé le discours de cette députation, lors de l’avènement de George IV. Selon l’unitarien Alexander Gordon, dans le Dictionary of National Biography, sa théologie avait un caractère médiateur et transitionnel, ses doctrines avaient une saveur évangélique, bien qu’essentiellement arianiste, et inclinant vers celles du non-conformiste Richard Price. Il soutenait le principe d’une restauration universelle. C’est le dernier des ministres dissidents de Londres à avoir officié avec une perruque.
Outre des sermons uniques (1770-1813), Rees a publié Practical Sermons, 1809, 2 vol. 2e éd. 1812, avec deux volumes supplémentaires, 1821. En collaboration avec Kippis, Thomas Jervis et Thomas Morgan, LLD, il a publié A Collection of Hymns and Psalms, & c., 1795, (la 9e édition, 1823, a été révisée par Rees et Jervis). Cette collection, généralement connue sous le nom de Kippis, était la première tentative de fournir, un hymne destiné à un usage général parmi les dissidents libéraux, pour remplacer celui d’Isaac Watts. Il a été complété en 1807, et à nouveau en 1852.

## L’encyclopédiste
Le docteur Rees possédait un savoir immense. Son travail d’encyclopédiste a commencé par une amélioration de la Cyclopaedia de Chambers, initialement publiée en 1728, en 2 volumes. Elle a été rééditée en 1778 et, avec l’incorporation d’un supplément et beaucoup de matière nouvelle, rééditée en 1781-6, en 4 volumes et réimprimée 1788-91. En reconnaissance de son travail, il a été élu en 1786 membre de la Royal Society, le 1er juin 1786, puis de la Linnean Society et de l’American Philosophical Society.
Il a ensuite projeté un ouvrage du même genre, la New Cyclopaedia (Londres, Longman, 1803), dans l’exécution duquel il a eu de nombreux collaborateurs. La première partie de la Cyclopædia, ou, Dictionnaire universel des arts, des sciences et de la littérature, composée sur le plan de l’Encyclopédie française, est parue, le 2 janvier 1802, et l’ouvrage en 4 vol. in-4°, dont six volumes de planches, a été achevé en aout 1820. Les parties ont été publiées à intervalles irréguliers, deux parties constituant un volume. Une attention particulière a été portée à la biographie anglaise. Les articles botaniques ont généralement été fournis par Sir James Edward Smith et les articles musicaux par Charles Burney. Félicité, à la fin de sa tâche, par son ami John Evans (1767-1827), Rees a répondu : « Je vous remercie, mais je suis plus reconnaissant qu’on m’ait épargné d’avoir à publier mes quatre volumes de sermons. De ses différents ouvrages de physique et de mathématiques, celui-ci est le plus connu et a été très estimé en Angleterre.
Mort à sa résidence d’Artillery Place, il a été inhumé, le 18 juin suivant, à Bunhill Fields, la bière étant portée par six ministres des « trois dénominations ». Une oraison funèbre a été prononcée par Thomas Rees, et le sermon funéraire, le 19 juin, par Robert Aspland. Rees a survécu à sa femme et à tous ses enfants, mais a laissé plusieurs petits-enfants.

## Sources
Marie-Nicolas Bouillet  et Alexis Chassang (dir.), « Abraham Rees » dans Dictionnaire universel d’histoire et de géographie, 1878 (lire sur Wikisource)